# トリオデビンゴ
トリオデビンゴ（trio de bingo）はコナミが1995年に開発したマスメダルゲームである。

## 概要
事実上､コナミとしては初の大型ビンゴマシーンである。また、この機種の最大の特徴が"1プレイで複数のゲーム"（最大4種）を同時に遊べる事である。
他社から出たビンゴゲームで類似しているのが、前年に出たセガのBINGO PARTY MULTICARDであろう（但しこの機種はマルチカード1種類しか遊べない）。
抽選機構は巨大なルーレットが回り（予め数字の配列は1～25まで決まっている）、そこに打ち出されたボールが入る事で抽選される。
尚、いずれかで後述するゴールドボールが1球・アトランダムに打ち出される事によって
ゲーム性に奥行きを持たせている。

## ゲーム内容
★印はゴールドボールのフィーチャーが受けられるゲームである。ゴールドボールはその各ゲームごとに×1～×5までの抽選が行われ、結果に応じて配当が増加する。
MULTICARD（マルチカード）
一般的にパーティビンゴ等で使用される5×5のマス目のセンターがフリーのカードで5枚同時にベットし、フリースポットの抽選をしてゲームスタート。配当は3球ビンゴの100倍より徐々に減っていき、10球目は3倍となっている。この機種はBINGO PARTY MULTICARDの様に、最初にビンゴしたオッズが最終ボールでも適用されるというルールはない。
LINEBINGO（ラインビンゴ）★
ベット受付時に画面右上部にある数字部分をタッチすると1～8まで数字が変化する（BEFOURBALL）。これは､選んだ数字のボール発射分まで、ビンゴカードの左右にある矢印を動かしてビンゴしやすい待ち（リーチになる）・またはビンゴする配列に並べ替える事ができる。この数字は数が小さければビンゴしづらいが高配当が期待でき、数字が大きくなればなるほどビンゴしやすくなる。尚、"ビンゴした段階"でゴールドボールが含まれていると最大配当×5のチャンスがある。
AREABINGO（エリアビンゴ）★
ビンゴと名は付いているが､数の大小で競うゲームである。カードには6色（＝エリア）に色分けされてあり、それぞれ数字が決まっている（＝6カ所にベット可能）。その10球抽選する間に入った"合計の数字"が最大のエリアが当たりとなる。基本的にボールの数が多い･または合計数字が多いエリアが当たりやすい分配当は低い。一方、合計数が少ない・ボール数が少ないのはその逆である。その当たりとなったエリアにゴールドボールが含まれていると､最大配当×5のチャンスがある。
KINO（キノ）★
プレイヤーが任意に数字を最大10個選び、その後機械が抽選する数字が一致すれば配当を受けられる。ただ、必ずしも10個選ぶ必要はなく、1個だけ選んでもその数字に入れば配当がある（10個選んだ場合、0個か4個以上的中させないと配当がない）。選ばれた10球の中にゴールドボールの的中数字があると最大配当×5のチャンスがある。

## 小技
4種全てのゲームでできる事だが、それぞれのゲームのカードに触れるとベット締め切りまでカードの配列・数字を変える事ができる
。但し、AREABINGOのみベットしてしまうと、そのゲームのカード交換は不可になる。